# ロンコフェッラーロ
ロンコフェッラーロ（伊: Roncoferraro）は、イタリア共和国ロンバルディア州マントヴァ県にある、人口約6,800人の基礎自治体（コムーネ）。

## 地理

### 位置・広がり

#### 隣接コムーネ
隣接するコムーネは以下の通り。
- バニョーロ・サン・ヴィート
- カステル・ダーリオ
- マントヴァ
- サン・ジョルジョ・ビガレッロ (ビガレッロ, サン・ジョルジョ・ディ・マントヴァ)
- ススティネンテ
- ヴィッリンペンタ

### 気候分類・地震分類
気候分類では、zona E, 2388 GGに分類される。
また、イタリアの地震リスク階級 (it) では、zona 3 (sismicità bassa) に分類される。

## 行政

### 分離集落
ロンコフェッラーロには以下の分離集落（フラツィオーネ）がある。
- Barbasso, Barbassolo, Cadé, Casale, Castelletto Borgo, Garolda, Governolo, Nosedole, Pontemerlano, Villa Garibaldi